# VERO
O VERO (sigla para VERificador Ortográfico do LibreOffice) é um corretor ortográfico de código aberto para os processadores de texto Apache OpenOffice e LibreOffice. Diferentemente dos corretores gramaticais, que são capazes de detectar erros nas relações entre as palavras, como de sintaxe, por exemplo, o VERO detecta erros de grafia nas palavras. Em julho de 2008 foi lançada a primeira versão, contemplando o Acordo Ortográfico de 1990, que entraria em vigor a partir de 1º de janeiro de 2009.

## Problemas
Um dos problemas ainda não resolvidos pela equipe de colaboradores do projeto é o de que o VERO não é capaz de validar termos compostos. Desde que as palavras envolvidas sejam válidas, o sistema as reconhece, ainda que flexionadas de maneira indevida para o plural.[carece de fontes?]